# Apple M2
Apple M2は、AppleがWWDC2022で発表したARMアーキテクチャチップ（SoC）、Appleシリコンで、2022年発売の13インチMacBook Pro (M2, 2022)、MacBook Air (M2, 2022)、Mac mini (M2, 2023)に搭載される。TSMCの5nm改良プロセスを採用し、200億個のトランジスタにより、8コアCPU、8または10コアGPU、16コアNeural Engine、メディアエンジン、Secure Enclave、8GB, 16GBまたは24GBのLPDDR5-6400によるユニファイドメモリを実装する。

## 設計
公式発表によると、M2はM1と比較して
- CPU分野
  - 同じ電力レベルでマルチスレッド性能を18%高速化
- GPU分野
  - コアが2つ多くなり最大10コア、同じ電力レベルで25%、最大の電力レベルで35％高速化
- Neural Engine分野
  - 演算回数の40%高速化

を実現しているという。

### CPU
Avalanche「高性能コア」のクロック周波数は0.66 GHz〜3.504 GHz。Icestorm「高効率コア」のクロック周波数は0.6 GHz〜2.424 GHzとなっている。

## 搭載モデル
- MacBook Air (13-inch, M2, 2022)
- MacBook Air (15-inch, M2, 2023)
- MacBook Pro (M2, 2022)
- Mac mini (M2, 2023)
- 11インチiPad Pro (第4世代)
- 12.9インチiPad Pro (第6世代)
- Apple Vision Pro
- 11インチiPad Air (M2)
- 13インチiPad Air (M2)

## 関連する同世代SoC
以下の表は「Avalanche」と「Blizzard」マイクロアーキテクチャに基づいた各種SoCを示している。
| チップ名 | CPUコア数（高性能+高効率） | GPUコア数 | メモリ (GB)   | トランジスタ数 |
| -------- | -------------------------- | --------- | ------------- | -------------- |
| A15      | 6 (2+4)                    | 4         | 4 - 6         | 150億          |
| A15      | 6 (2+4)                    | 5         | 4 - 6         | 150億          |
| M2       | 8 (4+4)                    | 8         | 8 - 16 - 24   | 200億          |
| M2       | 8 (4+4)                    | 10        | 8 - 16 - 24   | 200億          |
| M2 Pro   | 10 (6+4)                   | 16        | 16 - 32       | 400億          |
| M2 Pro   | 12 (8+4)                   | 16        | 16 - 32       | 400億          |
| M2 Pro   | 19                         |           | 16 - 32       | 400億          |
| M2 Max   | 12 (8+4)                   | 30        | 32 - 64 -96   | 670億          |
| M2 Max   | 12 (8+4)                   | 38        | 32 - 64 -96   | 670億          |
| M2 Ultra | 24 (16+8)                  | 60        | 64 - 128 -192 | 1340億         |
| M2 Ultra | 24 (16+8)                  | 76        | 64 - 128 -192 | 1340億         |